# Piorun
ПЗРК Piorun (пол. Piorun) — переносной зенитно-ракетный комплекс польского производства, предназначенный для борьбы с низколетящими целями: самолетами, вертолетами и беспилотными летательными аппаратами. Совместная разработка Военно-технологического университета, а также компаний CRW Telesystem-Mesko sp. и Mesko S.A.. Также известный как Grom-М.
Новая пусковая установка является глубокой модернизацией ПЗРК Grom, принятого на вооружение польской армии в 1995 году, который в свою очередь был разработан на базе советских ПЗРК «Игла-1» и «Игла».

## История
Программа модернизации продолжалась с 2010 по 2015 год. В результате была значительно повышена эффективность пассивной инфракрасной головки самонаведения — благодаря увеличению чувствительности возросло расстояние, на котором ракета способна нацеливаться и поразить цель, повышена устойчивость к помехам, установлен бесконтактный взрыватель и комплекс приспособлен к работе в ночных условиях.
Весной 2022 года в результате успешного применения этих ПЗРК Силами обороны Украины против российских войск и роста спроса на них было объявлено об увеличении производственных мощностей.
Если в прошлые годы количество изготовленных ПЗРК составляла до 300 единиц в год, то в 2022 году будет поставлено 600 ракет, а уже в 2023 году компания Mesko планирует выйти на объёмы в 1000 единиц в год.

## Описание конструкции
ПЗРК «Перун» отличается от своего предшественника модифицированным пусковым механизмом и прицелом, увеличивающим возможность обнаружения приближающейся цели. Новая пусковая установка имеет специальную планку для установки прицелов, позволяющих оператору повысить возможность обнаружения цели.
Механизм пуска имеет переключатель режимов преследования/встречи, который используется для активации соответствующего режима ракеты для борьбы с целью, которая удаляется или приближается к оператору пусковой установки.
Добавлена кассета с батареями, питающими пусковой механизм и система авторизации, которая предотвращает использование комплекта посторонними лицами.
В ПЗРК «Перун» в качестве охладителя детектора самонаведения использован аргон.
Эффективность уничтожения небольших целей, таких как беспилотные летательные аппараты, была улучшена за счет использования бесконтактного запала рядом с ударным запалом и боеголовки, начиненной смесью октогена и алюминиевого порошка.
Одной из задач модернизации было получение большей дальности обнаружения целей. Разработана новая головка самонаведения, стабилизированная лазерным гироскопом. Модификация головки самонаведения позволила получить повышение устойчивости к помехам.
В связи с этим необходимо было оптимизировать диапазоны обнаружения, повысить динамику систем обработки сигналов и использовать новые спектральные диапазоны и кинематический отбор.
Ракета Piorun, как и Гром, автоматически направляется к источнику теплового излучения, например, к самолету, который выделяет тепло. Благодаря использованию нового детектора, в том числе уникального охлаждаемого фотодиода, который имеет в четыре раза большую чувствительность, чем ранее, ракета обнаруживает воздушные цели на значительно большем расстоянии. Также был модернизирован ракетный двигатель.

## Использование
Зенитные ракеты от ПЗРК Piorun также использованы в ряде систем противовоздушной обороны.

### ЗСУ Poprad
Самоходная система Poprad имеет огневую установку ЗРК ближнего действия на шасси 4×4 БА Zubr-P. Имеет телекамеру, тепловизор, лазерный дальномер и 4 ракеты ПЗРК Grom/Piorun на ПУ плюс 4 запасные ракеты.

### ЗСУ Biala
Самоходный комплекс Biala — советская 23-мм ЗСУ-23-4 «Шилка», модернизированная до ZSU-23-4MP с установкой вместо РЛС телекамеры и тепловизора, новой системы управления огнем и 4-х ПЗРК Grom/Piorun.

### Jodek-G
Прицепной комплекс Jodek-G — советская 23-мм ЗУ-23, модернизированная до ZUR-23-2KG с улучшенным прицелом и 2 ПЗРК Grom/Piorun.

### ЗСУ Pilica
Новая самоходная система Pilica имеет огневую установку Jodek-G, установленную в кузове грузовика Jelcz 442.32 4×4.

## Тактико-технические характеристики
- Расчет: 1 лицо
- Высота цели: от 10 до 4000 м,
- Расстояние до цели: от 500 до 6500 м
- Максимальная скорость цели:
  - до 400 м/с на встречных курсах, и
  - до 320 м/с при стрельбе вдогонку.
- Скорость ракеты: 660 м/с.
- Габариты ракеты:
  - диаметр: 72 мм,
  - длина: 1,596 м,
- Масса:
  - ПЗРК: 16,5 кг,
  - ракеты: 10,5 кг,
  - боевой части: 1,82 кг.

## Боевое применение

### Русско-украинская война
В конце марта 2022 года министр обороны Польши сообщил о планах увеличить заказ на ПЗРК «Piorun» поскольку они доказали свою эффективность в войне против России. Так, по данным издания Defence24 с помощью ПЗРК «Piorun» Силами обороны уничтожались российские вертолеты и самолеты, в том числе Ми-24 и Су-25 и даже Су-34.
11 и 27 мая 2022 года в Харьковской области военнослужащие 95 ОДШБр сбили с этого ПЗРК российские разведывательно-ударные вертолеты Ка-52 «Аллигатор».
Кроме поражения пилотируемых летательных аппаратов, было зафиксировано и успешное применение ПЗРК Piorun против разведывательных БПЛА типа «Орлан-10».

## Операторы
- Польша: поступает на вооружение с конца 2018 года
- Украина: получено от Польши

### Польша
В Польше ПЗРК Piorun предназначены для регулярных подразделений и Войск территориальной обороны. Кроме собственно ракеты ПЗРК Piorun входят в состав зенитных комплексов, в частности систем Poprad, Pilica, и, после незначительных изменений, комплексы Biała i Jodek-G.
Контракт на поставку ПЗРК Piorun для польской армии был подписан в декабре 2016 года, и к 2022 году предполагалось поставку 420 пусковых установок и 1300 ракет. Первые ПЗРК должны были поступить еще в 2017 году, но в результате выявленных проблем на приемных испытаниях и дальнейшего их устранения, первая партия поступила только в декабре 2018 года.

### Украина
1 февраля 2022 года министр национальной обороны Польши Мариуш Блащак сообщил, что Совет Министров принял постановление о помощи Украине. Будет предоставлено самое современное польское оборудование — переносные зенитно-ракетные комплексы Piorun и боеприпасы.